# 前山村 (兵庫県)
前山村（さきやまむら）は、兵庫県氷上郡にあった村。現在の丹波市市島町の北西部にあたる。

## 地理
- 山岳：五台山、親不知
- 河川：竹田川、前山川

## 歴史
- 1889年（明治22年）4月1日 - 町村制の施行により、上竹田村・徳尾村・鴨坂上村・鴨坂下村の区域をもって発足。
- 1955年（昭和30年）3月20日 - 竹田村・吉見村・鴨庄村・美和村と合併して市島町が発足。同日前山村廃止。

## 交通

### 鉄道路線
旧村域を日本国有鉄道の福知山線が通過したが、駅は所在しなかった。

### 道路
- 国道175号